# Eternal Darkness: Sanity's Requiem
 (décembre 2020).
Si vous disposez d'ouvrages ou d'articles de référence ou si vous connaissez des sites web de qualité traitant du thème abordé ici, merci de compléter l'article en donnant les références utiles à sa vérifiabilité et en les liant à la section « Notes et références ».
 (octobre 2024).
- Si vous ne connaissez pas le sujet, laissez ce bandeau (vous pouvez alors contacter les auteurs).
- Si vous supprimez le contenu mis en cause (vous pouvez préalablement contacter les auteurs),

argumentez précisément cette suppression dans la page de discussion
(un manque de référence n'est pas un argument ; une recherche réelle de référence doit avoir été effectuée, être formellement documentée).
Eternal Darkness: Sanity's Requiem est un jeu vidéo de type survival horror développé par la société canadienne Silicon Knights et édité par Nintendo en 2002 sur GameCube. Il est largement inspiré des œuvres de Lovecraft, sans toutefois en être une adaptation.

## Trame

### Scénario
L'intrigue tourne principalement autour d'Alexandra Roivas, qui enquête sur le mystérieux meurtre de son grand-père, Edward Roivas. Pendant l'exploration du manoir de ce dernier, situé à Rhode Island, elle découvre un passage secret contenant, parmi d'autres objets étranges, un livre constitué de peau et d'os humains. Lorsqu'elle entame la lecture du Livre des Ténèbres éternelles (qui ressemble beaucoup a la description faite par Lovecraft du Necronomicon), elle revit une scène de la vie de Pius Augustus, un centurion romain, datant de 26 ACN. Pius est guidé par des voix peu rassurantes jusqu'à un temple souterrain, où il choisit un mystérieux artefact parmi trois. Celui-ci le transforme en un sorcier mort-vivant et le rend esclave de l'un des trois Anciens, de puissantes entités comparables à des dieux, et desquels l'« Essence » est enfermée dans les artefacts précédemment trouvés. Au fur et à mesure que l'intrigue se dévoile, il devient clair que Pius tente d'invoquer son Ancien dans notre réalité, tandis que le quatrième Ancien, Mantorok, chargé de garder les trois autres est déjà lié à la terre, et incapable de l'arrêter.
Le joueur découvrant les chapitres, Alex se voit revivre les expériences de nombreux autres protagonistes (contrôlés par le joueur) qui ont croisé le chemin de Pius ou d'autres servants des Anciens par delà les siècles, et qui sont, d'une manière ou d'une autre, entrés en contact avec le Livre même. Bien que beaucoup de ces individus soient voués à un destin tragique, leur coopération rassemblera finalement les Essences des trois Anciens restants. Les ancêtres d'Alexandra découvrent la Cité longtemps abandonnée d'Ehn'gha sous leur demeure même, et une puissante machinerie magique à l'intérieur. Alexandra enclenchera le mécanisme grâce aux essences des Anciens, et invoquera un Ancien rival pour combattre celui de Pius.
Alors que les deux Anciens se combattent, Alexandra défie Pius avec l'aide des esprits de ses victimes, pour en fin de compte détruire l'essence de son Ancien. Ce dernier perd le combat, et Alexandra tue Pius. Ensuite, réalisant que les Roivas et leurs alliés viennent de laisser le monde libre à la domination d'un autre Ancien, l'esprit d'Edward renvoie rapidement celui-ci là où il était emprisonné. Edward exprime sa fierté à l'égard de sa petite-fille avant de disparaître.

### Personnages
Ellia, la danseuse.
Fille d'esclave, élevée pour être danseuse, la jolie Ellia lit un jour un livre racontant l'histoire des anciens et du dieu du Chaos, Mantorok. Depuis elle rêve de vivre « sa propre aventure, quelque chose avec un intérêt supérieur ». Sa curiosité la mènera dans un temple dont la porte se referme derrière elle. Après avoir traversé ce temple, déjoué les nombreux pièges et échappé aux monstres sans nom, Ellia trouve, au fond du temple, le fameux Mantorok. Le dieu est à l'agonie. Pius Augustus arrive pour humilier Mantorok, lui faisant comprendre qu'une agonie de plusieurs millénaires l'attend.Il déclare également à Ellia qu'elle servira de nourriture à Mantorok et s'en va. Le dieu lance alors une énergie magique sur elle, censée la détruire sur le coup, mais elle fait partie des élues. Un garde surgit alors et lui déclare que sa vie est épargnée, à condition qu'elle garde un des artefacts : le cœur noir du dieu Mantorok. L'artefact entre alors en elle. Puis la retrouve et la menace de la tuer si elle ne lui dit pas où se trouve le cœur. Elle refuse de parler. C'est là qu'il la tue. Mais son âme restera dans son cadavre, attendant la venue d'un autre élu qui viendra récupérer et cacher l'artefact. Elle peut alors enfin reposer en paix.
Anthony, le messager.
Pour de nombreux joueurs, il est celui qui a subi le destin le plus tragique. Messager au temps de Charlemagne le Franc. un mystérieux homme lui demanda un jour d'apporter un message à Charlemagne qui ne doit être lu que par lui. Curieux, ou méfiant, (et vu la tête de l'homme, on le comprend) Anthony lira le message. à peine a-t-il ouvert le parchemin qu'il reçoit un sortilège en pleine tête. Comprenant qu'un complot se trame contre le roi, il décide « de l'informer de cette traîtrise ». Il arrive dans une église où Charlemagne est censé avoir une entrevue avec l'évêque. il doit trouver la clé de l'évêque pour parler au roi. Mais des évènements étranges se déroulent dans l'église : un moine a été retrouvé mort, la poitrine éclatée, comme si quelque chose avait jailli de son corps. L'évêque ne semble pas étranger à ces évènements et Anthony décide d'enquêter. Il découvre alors un passage secret. Il est le premier personnage avec qui vous pouvez utiliser la magie. Mais plus le jeune homme s'enfonce dans le passage, et plus le sort avance: son corps pourrit de plus en plus, le transformant de plus en plus en zombis. il ne supporte plus la lumière, souffre atrocement et ne peut même plus mourir. mais peu lui importe, il doit prévenir le roi. Il tue l'évêque, qui semblait possédé, et récupère la clé. Mais il arrive trop tard : le sort du roi était scellé depuis des siècles. Le sort prendra alors fin : Anthony « mourra ». la dernière vision avant de mourir sera une horrible créature jaillissant de la poitrine d'un moine. Il est maintenant devenu un zombi. Ses souffrances ne prendront fin que 600 ans plus tard. Alors que le sort le pousse à attaquer le moine Paul Luther, celui-ci le tue. Sa mort permettra au moine de récupérer un rubis et l'épée de l'évêque. Le moine priera pour son repos.
Karim, le guerrier.
Maximillian, le docteur.
Edwin, l'archéologue.
Paul, le moine.
Roberto, l'architecte.
Peter, le reporter.
Edward, le psychologue.
Michael, le pompier.

## Système de jeu

### Structure
La partie d'Alexandra, dans le manoir en 2000, constitue en quelque sorte le noyau du jeu. Le joueur trouve le Livre et débute l'histoire de Pius. Ensuite, Alex trouve le premier chapitre, ce qui mène le joueur à la première partie du jeu où il contrôle un personnage différent. L'histoire de celui-ci dévoile une part de l'intrigue, et une fois complétée, le joueur contrôlant Alexandra dispose alors d'un objet, un indice ou une faculté lui permettant de trouver la prochaine page de chapitre, qui à son tour raconte l'histoire d'un personnage, etc.
Ce cycle de nouvelles sections de jeu, menant à de nouvelles facultés, menant à de nouvelles sections, a été pour la première fois utilisé dans Metroid, mais Eternal Darkness a été acclamé pour avoir appliqué cette idée à une histoire se déroulant justement dans l'histoire, et possédant son lot de variétés quant aux périodes et aux environnements.
Hormis les armes de combat physique, qui changent en fonction des protagonistes (et donc des époques), la magie devient vite une composante essentielle du gameplay. Pour l'utiliser, il faut une rune divine (un des trois anciens, ou celle de Mantorok) et deux autres runes qui détermineront le type de sort. Les runes sont découvertes au fur et à mesure de l'exploration en progressant dans le jeu, mais les combinaisons sont découvertes via des formules, bien que les tests peuvent être effectués à l'aveugle par le joueur (et ainsi trouver de nouveaux sorts avant d'apprendre les significations des runes acquises).
On peut imager la magie par une trinité Forme - Cible - Alignement, le tout entrecoupé de runes de puissances si le cercle magique utilisé a plus de 3 emplacements. Par exemple, si l'on utilise la rune Protection et la rune Soi, le sort lancé sera un bouclier protecteur de l'alignement choisi sur le personnage du joueur. Il existe 10 runes standard plus les 4 liées aux divinités.

### Alignements
Le joueur choisit vers laquelle des trois essences Pius va se tourner, au début du jeu. Cela détermine avec lequel des trois Anciens il s'aligne, et en conséquence quels sont les ennemis dominants. Les alignements sont interdépendants, et ils sont à considérer lors de l'utilisation des magies.
Les Anciens sont les membres d'une espèce existant bien avant que les autres formes de vie n'apparaissent. L'inexorable mouvement des glaces et la dérive continentale ainsi que d'autres raisons inconnues expliquent le recul des Anciens profondément dans une autre dimension. Ils attendent maintenant le moment propice pour revenir.
Le choix initial effectué lorsque le joueur contrôle Pius détermine la dominante chez les ennemis, parmi les trois dieux (Chattur'gha, Ulyaoth ou Xel'lotath) chacun ayant son thème (respectivement Force et rouge, Magie et bleu, Folie et vert). Dans tous les cas le système est similaire à un pierre-feuille-ciseaux et le joueur doit ensuite user de la divinité qui contre celle choisie par Pius. Ce rapport de force ne prend pas en compte Mantorok (protection, en violet), donc la rune est cachée dans le jeu, et non-obligatoire, efficace contre n'importe lequel des trois autres.
À noter que lorsque le jeu est fini une première fois, il est proposé de recommencer l'aventure sur la même sauvegarde, auquel cas lorsque Pius doit faire son choix, il ne reste plus que deux reliques disponibles (puis une seule si l'on recommence encore)
Une fois les trois aventures menées à leur terme, une fin spéciale se débloque, sorte de mélange des trois autres, indiquant que Mantorok a manipulé le joueur à travers différentes réalités pour faire s'entre-tuer les trois dieux, le laissant seul maitre de la Terre jusqu'à ce que son agonie prenne fin.

## Acteurs
- Jennifer Hale — Mlle. Alexandra Roivas/Le Gardien de la Lumière, Xel'lotath
- Richard Doyle — Pius Augustus/Liche, Général vaincu, Ulyaoth
- Kim Mai Guest — Ellia la Danseuse, Xel'lotath
- Rino Romano — Karim, Garde
- William Hootkins — Dr Maximillian Roivas
- Neil Dickson — Le psychologue Dr Edward Roivas
- Cam Clarke — Anthony le messager, Gardien
- Neil Ross — L'archéologue Dr Edwin Lindsey
- Paul Eiding — Le moine franciscain Paul Luther, Moine, Superviseur
- Phil Proctor — L'architecte Roberto Bianchi, l'évêque
- Michael Bell — Le journaliste Peter Jacob
- Greg Eagles — Le pompier Michael Edwards, Undead Guard, Chattur'gha
- Earl Boen — L'inspecteur Legrasse
- Paula Tiso — Chandra
- David Hayter — Légionnaire romain I, Légionnaire romain II, Garde d'Angkor Thom

## Accueil
- Jeux vidéo Magazine : 17/20[1]

## Développement
Eternal Darkness était à l'origine prévu sur Nintendo 64, le projet fut finalement porté sur GameCube.

## Postérité
En 2013, une suite d'Eternal Darkness est annoncée sur PC et WiiU sous le nom de Shadow of the Eternals dont la date de sortie reste encore inconnue mais sera développée par Precursor Games, dont Denis Dyack (patron de Silicon Knights) s'y joindra. Une campagne Kickstarter est lancée pour financer le jeu.
La levée de fonds fera un flop : seuls 127,507$ sur 1 350 000$ sont récoltés. 13 jours avant le terme de la campagne, Precursor Games décide d'y mettre fin et assure que tous les dons seront remboursés et que toutefois que le travail ne sera pas abandonné. Il annonce également qu'une seconde campagne serait lancée.
En 2014, Denis Dyack revient à la tête du studio historique Quantum Entanglement Entertainment, alias QE2 et affirme que Shadow of the Eternals est de nouveau bel et bien en vie et même que le développement a fait de sérieux progrès, sans pour autant préciser ses plans ni le moindre élément neuf. En 2016, attribue l'échec de la campagne à "l'immoralité" de certains membres de la presse spécialisée, mentionnant spécifiquement Kotaku et le chroniqueur Jim Sterling.